# Vasárnapi Újság (rádióműsor)
A Vasárnapi Újság a Kossuth Rádió 1987 óta minden vasárnap reggel 6 és 8.25 óra között sugárzott közéleti magazinműsora, 2019 júniusáig 1640 feletti műsorszámmal (évi 52 adás).

## Története
Az első műsort 1987. november 1-jén Rapcsányi László vezette, alapító felelős szerkesztője Győri Béla volt. 2017-ben Nagy Katalin akkori főszerkesztő a műsor 30. évfordulója alkalmából azt a tájékoztatást adta, hogy Aczél György (a Kádár-korszak vezető kultúrpolitikusa) rendelte el a derűsnek szánt vasárnap reggeli műsort a hétvége nagyvilágban történő eseményeiről, mert abban az időben hétvégén nem jelentek meg napilapok, s hétfőn még a Magyar Televízióban is adásszünet volt 
A hazai történések fontosabbá válásával fordult az eredetileg külpolitikai irány belpolitikaivá. Erdélyből menekült magyarok beszélhettek magyarságukról, a trianoni trauma óta addig eltelt 70 év alatt elszenvedett folyamatos román elnyomásukról, a hivatalokból, oktatásból való kiszorításukról, a kettős mércéről, nyelvi-kulturális-politikai üldöztetésükről. Egyik hallgató a műsorban elmesélhette az 1956-os mosonmagyaróvári sortűz évtizedek óta elhallgatott, tabuként kezelt brutális valóságát, személyes tragédiáit.
A Vasárnapi Újság az 1971-ben indult 168 Óra című feszültségmentesítő szelepként működő, szombat délutáni rádióműsor és a hírműsorok mellett egyre hallgatottabbá vált.

„A Vasárnapi Újság a konzervatív értékrend és polgári gondolkodás alapján szemléli a világot: patrióták vagyunk és nemzetben gondolkodunk. Adásainkban a hét legfőbb bel- és külpolitikai ügyei mellett fontos szerepet kap a nemzetstratégia, a múltfeltárás, a gazdaság, a szociálpolitika, a kultúra, a külhoni magyarság sorsa, a hitélet és a hagyományok. Hírblokkok, interjúk, portrék, helyszíni riportok, tudósítások, összeállítások, a témákhoz kapcsolódó illusztrációk, hangbejátszások váltják egymást.
Az első órában történelmi visszatekintés, a határon túli magyarok és hagyomány, a másodikban aktuálpolitika, gazdaság és végül, az utolsó félórában kultúra és értékes személyiségek jelennek meg. A Lélektől lélekig rovatban a négy nagy történelmi egyház képviselői párperces rádiós jegyzetben, prédikációban mondják el gondolataikat.”

– Az MTVA műsorismertetése 2019-ből

## Munkatársak
A lista nem teljes:

### Felelős szerkesztői
- Perjés Klára nyolc évig (eddig a legtovább)
- Belénessy Csaba
- Haeffler András
- Lakatos Pál (megbízottként 2001-ig[3])
- Molnár Pál
- Németh Miklós Attila
- Obersovszky Péter
- Nagy Katalin

### Riporterek
- Csete Beáta
- Mács Ildikó[4]

### Szerkesztők
- Ifj. Tóth György
- Ujhelyi Zoltán

### Műsorvezetők
- Horváth Ágnes
- Juhász Zsolt
- Nagy Katalin
- Stifner Gábor